# Haggis sauvage

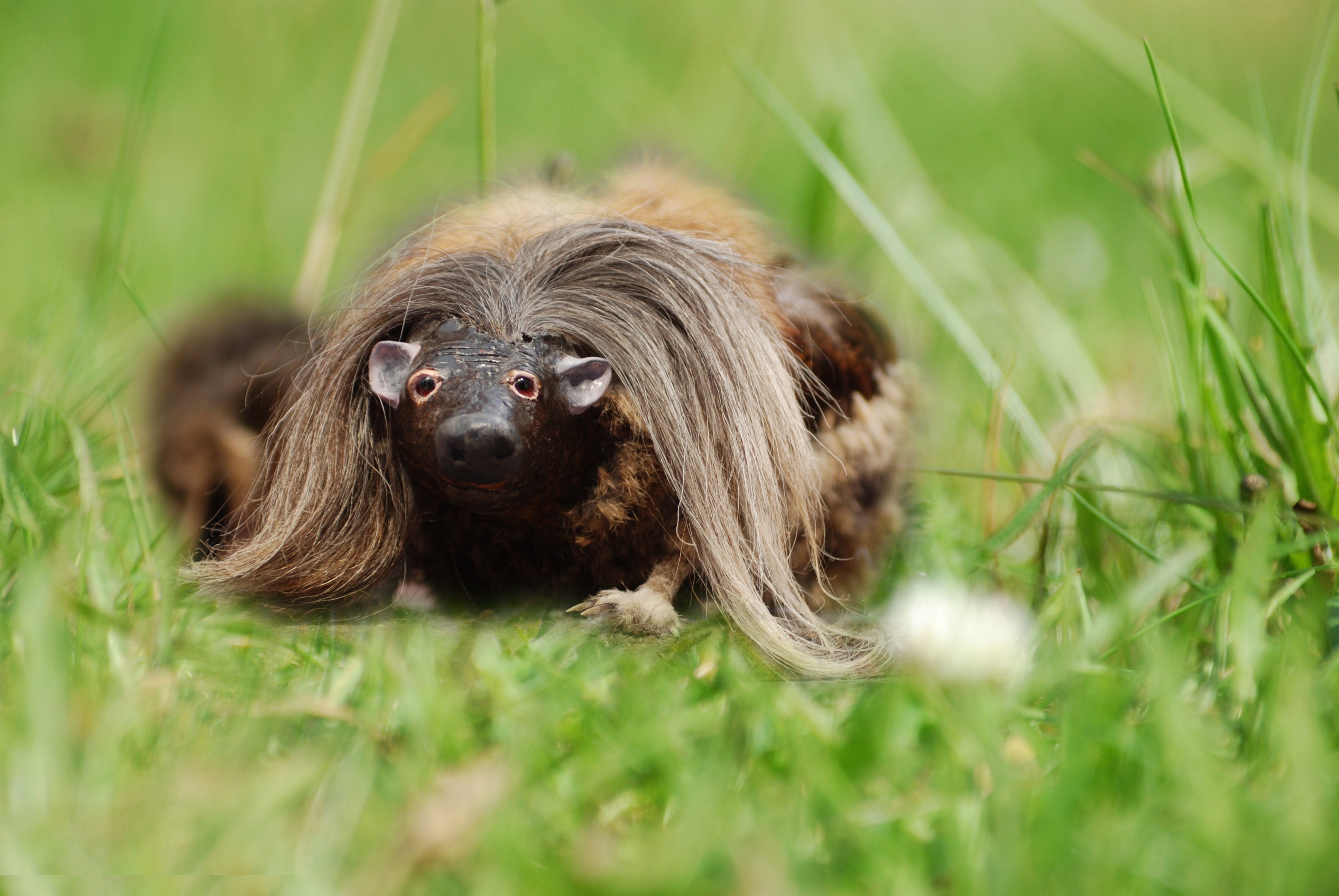
Représentation artistique d'un Haggis sauvage naturalisé.

Le haggis sauvage (Wild Haggis en anglais), ou Haggis scoticus, est une créature fictive réputée être originaire des Highlands, une région montagneuse située en Écosse. Sa chair cuisinée donnerait le haggis, plat traditionnel de la cuisine écossaise. Le mythe décrit le haggis sauvage comme étant un oiseau dont les ailes se seraient atrophiées au cours de l'évolution, vivant exclusivement à flanc de montagne, et qui aurait donc développé certains de ses trois ou quatre membres plus que d'autres, à la manière du dahu, cet autre animal montagnard imaginaire.

## Origine

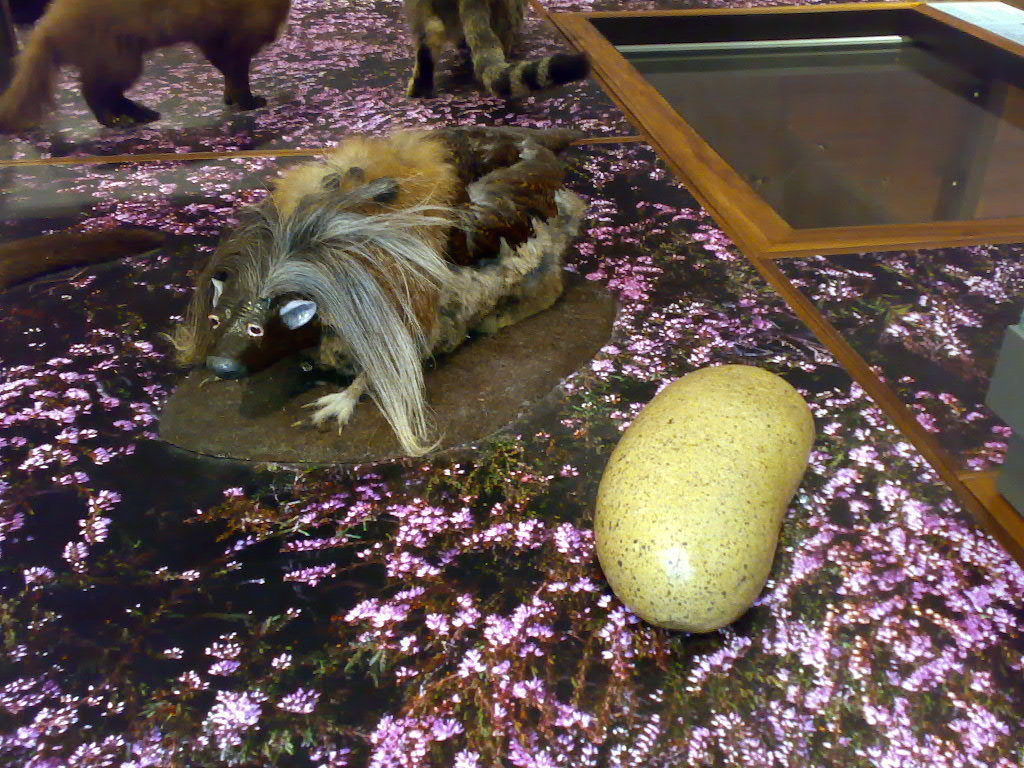
Représentation d'un Haggis scoticus, à Glasgow, à côté d'un haggis, prêt à cuire (à droite).

Il est difficile de dater l'origine de ce mythe.
La légende du haggis sauvage, ou Haggis scoticus, est née en réponse aux questions des voyageurs demandant avec quels ingrédients était fait le haggis, un plat traditionnel écossais.

## Description
Le plus gros haggis connu aurait pesé 25 tonnes, et aurait été capturé en 1893 au pied du Ben Lomond, une montagne des Highlands. Dans d'autres versions du mythe, l'animal ne serait pas plus gros qu'une oie ou même qu'un héron.
Cet animal fictif est décrit comme étant un oiseau dont les ailes se sont atrophiées au cours de son évolution, à la manière des autruches, mais il existe plusieurs variantes. Selon les versions, il a soit trois pattes, deux longues et une courte, soit quatre pattes, deux longues d'un côté et les autres plus courtes, afin de pouvoir courir plus vite autour des montagnes. Cette créature mythique se rapproche ainsi du dahu.

## Habitat et comportement
Le haggis sauvage est censé être un animal vivant exclusivement dans un environnement montagneux. Selon la légende, la majorité du temps, les haggis sauvages dorment dans la bruyère. 
Fait pour courir dans les Highlands, il ne peut galoper que dans le sens des aiguilles d'une montre autour de la montagne, ou inversement selon le côté le plus court. D'autres disent que lorsqu'ils sont surpris, ils se mettent à courir, le mâle dans le sens des aiguilles d'une montre et la femelle  dans le sens inverse. Pour attraper le haggis, les Écossais prétendent qu'il suffit de tourner dans le sens opposé.
L'Écosse étant un pays contenant énormément de lacs, le haggis sauvage nagerait très bien, se servant de ses pattes pour se propulser dans l'eau et atteindre la vitesse prodigieuse de 35 nœuds, empêchant ainsi sa capture lorsqu'il est dans l'eau. De plus, l'animal serait hermaphrodite selon les uns, sexué selon les autres. Il donnerait naissance à de petits haggis : les wee yins. 

## Postérité
En 2003, un sondage mené auprès de mille touristes américains a montré que 33 % d'entre eux pensaient que le haggis sauvage était réellement un animal, et que 23 % imaginaient pouvoir en capturer un.